# Ясень американский
Я́сень америка́нский (лат. Fraxinus americana) — дерево, вид рода Ясень (Fraxinus) семейства Маслиновые (Oleaceae).

## Ботаническое описание
Дерево высотой до 40 м. Крона имеет яйцевидную форму, широкая. Веточки голые, только очень молодые покрыты небольшими волосками, зеленовато-бурого цвета с красноватым оттенком, позже приобретают светло-оранжевый или блестящий окрас, иногда бурые или сизые.
Листья крупные, длина до 30 см. Листочки с цельными краями или зубчатые, продолговато-эллиптической или продолговато-овальной формы, количество в одном листе 5—9 (в большинстве случаев 7); длина 15 см, ширина 5 см, на черешочках 0,4—0,8 см; верхняя часть тёмно-зелёная, со вдавленной сетью жилок, нижняя часть светло-зелёная, с ячеистой структурой или гладкие.
Цветки двудомные. Пестичные соцветия достигают 10 см в длину, тычиночные короткие, густые. Чашечка хорошо заметна.
Плод — крылатка, длина 2,4—3,4 см, орешки в длину составляют чуть менее половины крылатки, цилиндрической формы, крылья не окаймлённые. Цветение происходит в апреле-мае, до появления листьев. Плодоносит с августа по октябрь, семена распространяются с сентября по ноябрь.

## Экология и распространение
На востоке США ясень американский используется для озеленения и считается декоративным растением. Страдает от вредителей.
Распространён в Канаде — провинции Нью-Брансуик, Новая Шотландия, Онтарио, Квебек; в США — штаты Коннектикут, Индиана, Мэн, Массачусетс, Мичиган, Нью-Гэмпшир, Нью-Джерси, Нью-Йорк, Пенсильвания, Вермонт, Западная Виргиния, Иллинойс, Канзас, Миннесота, Миссури, Оклахома, Висконсин, Алабама, Арканзас, Флорида, Кентукки, Мэриленд, Миссисипи, Северная Каролина, Южная Каролина, Теннесси, Виргиния, Техас.

## Классификация
Вид Ясень американский (Fraxinus americana) входит в род Ясень (Fraxinus) семейство Маслиновые (Oleaceae).
|  |                  |  |                     |                          |                        |  | ещё 45 порядков покрытосеменных (согласно Системе APG II) | ещё 45 порядков покрытосеменных (согласно Системе APG II) |                                            |  |  |  | ещё 24 рода  | ещё 24 рода            |            |  |  |  |  |
|  |                  |  |                     |                          |                        |  | ещё 45 порядков покрытосеменных (согласно Системе APG II) | ещё 45 порядков покрытосеменных (согласно Системе APG II) |                                            |  |  |  | ещё 24 рода  | ещё 24 рода            | 4 вариации |  |  |  |  |
|  |                  |  |                     | отдел Цветковые растения |                        |  |                                                           |                                                           | семейство Маслиновые                       |  |  |  |              | вид Ясень американский |            |  |  |  |  |
|  |                  |  |                     | отдел Цветковые растения |                        |  |                                                           |                                                           | семейство Маслиновые                       |  |  |  |              | вид Ясень американский |            |  |  |  |  |
|  | царство Растения |  |                     |                          | порядок Ясноткоцветные |  |                                                           |                                                           | род Ясень                                  |  |  |  |              |                        |            |  |  |  |  |
|  | царство Растения |  |                     |                          |                        |  |                                                           |                                                           |                                            |  |  |  |              |                        |            |  |  |  |  |
|  |                  |  | ещё около 21 отдела | ещё около 21 отдела      |                        |  |                                                           | ещё 21 семейство (согласно Системе APG II)                | ещё 21 семейство (согласно Системе APG II) |  |  |  | ещё 50 видов | ещё 50 видов           |            |  |  |  |  |
|  |                  |  |                     | ещё около 21 отдела      |                        |  |                                                           |                                                           | ещё 21 семейство (согласно Системе APG II) |  |  |  |              | ещё 50 видов           |            |  |  |  |  |

Включает 4 вариации:
- Fraxinus americana var. biltmoreana (Beadle) J. Wright ex Fernald
- Fraxinus americana var. profunda Bush
- Fraxinus americana var. texensis A. Gray
- Fraxinus americana var. uhdei Wenz.[3]

## Галерея
|                                                           |  |  |  |
| Слева направо: 1 — листья; 2 — плоды; 3 — почки; 4 — кора |  |  |  |